# Устье (посёлок, Бершадский район)
Устье (укр. Устя) — посёлок, входит в Бершадский район Винницкой области Украины.
Посёлок образовался вокруг станции «Устье» узкоколейной железной дороги Рудница — Голованевск.
Население по переписи 2001 года составляло 11 человек. Почтовый индекс — 24453. Телефонный код — 04352. Код КОАТУУ — 520485409.

## Местный совет
24453, Вінницька обл., Бершадський р-н, с. Устя, вул. Леніна, 3